# Bahnstrecke Unna–Kamen
| |                                       |                            |                            |
| Streckennummer (DB): | 2933                                  |                            |                            |
| Kursbuchstrecke (DB): | 450.4 (Unna–Unna-Königsborn)          |                            |                            |
| Streckenlänge: | 9,6 km                                |                            |                            |
| Spurweite: | 1435 mm (Normalspur)                  |                            |                            |
| Stromsystem: | Unna–Unna-Königsborn: 15 kV 16,7 Hz ~ |                            |                            |
| Streckengeschwindigkeit: | 80 km/h                               |                            |                            |
| Zugbeeinflussung: | PZB                                   |                            |                            |
| |                                       |                            |                            |
| \| \| \| von Fröndenberg \| \| \| \| \| von Soest \| \| \| \| \| von Hamm \| \| \| \| 0,00 \| Unna \| Unna \| \| \| \| nach Dortmund-Hörde \| \| \| \| 0,90 \| Zeche Alter Hellweg (Anst) \| Zeche Alter Hellweg (Anst) \| \| \| 1,14 \| Unna West \| Unna West \| \| \| 1,40 \| Westig Stahlwerk (Awanst) \| Westig Stahlwerk (Awanst) \| \| \| \| von Dortmund Stadthaus \| \| \| \| 3,85 \| Unna-Königsborn \| Unna-Königsborn \| \| \| \| nach Welver \| \| \| \| 6,70 \| Heeren \| Heeren \| \| \| \| von Hamm \| \| \| \| 9,62 \| Kamen \| Kamen \| \| \| \| nach Dortmund \| \| \| \| \| \| \| \| Quellen: [1] \| \| \| \| |                                       |                            |                            |
| Strecke |                                       | von Fröndenberg            | von Fröndenberg            |
| Abzweig geradeaus und von rechts |                                       | von Soest                  | von Soest                  |
| Abzweig geradeaus und von rechts |                                       | von Hamm                   | von Hamm                   |
| Bahnhof | 0,00                                  | Unna                       | Unna                       |
| Abzweig geradeaus und nach links |                                       | nach Dortmund-Hörde        | nach Dortmund-Hörde        |
| ehemalige Blockstelle | 0,90                                  | Zeche Alter Hellweg (Anst) | Zeche Alter Hellweg (Anst) |
| Haltepunkt / Haltestelle | 1,14                                  | Unna West                  | Unna West                  |
| ehemalige Blockstelle | 1,40                                  | Westig Stahlwerk (Awanst)  | Westig Stahlwerk (Awanst)  |
| Abzweig geradeaus und von links |                                       | von Dortmund Stadthaus     | von Dortmund Stadthaus     |
| Kopfbahnhof Strecke ab hier außer Betrieb | 3,85                                  | Unna-Königsborn            | Unna-Königsborn            |
| Abzweig geradeaus und nach rechts (Strecke außer Betrieb) |                                       | nach Welver                | nach Welver                |
| Bahnhof (Strecke außer Betrieb) | 6,70                                  | Heeren                     | Heeren                     |
| Abzweig ehemals geradeaus und von rechts |                                       | von Hamm                   | von Hamm                   |
| Bahnhof | 9,62                                  | Kamen                      | Kamen                      |
| Strecke |                                       | nach Dortmund              | nach Dortmund              |
| |                                       |                            |                            |
| Quellen: |                                       |                            |                            |

Die Bahnstrecke Unna–Kamen ist eine eingleisige, teilweise elektrifizierte und teilweise stillgelegte Eisenbahnstrecke in Nordrhein-Westfalen. Sie führt von Unna nach Unna-Königsborn und ehemals weiter nach Kamen.

## Geschichte

### Bau
Die Bahnstrecke Unna–Kamen wurde Ende des 19. bzw. Anfang des 20. Jahrhunderts als Nebenbahn von den Direktionen Elberfeld und Essen der Preußischen Staatseisenbahnen gebaut, um drei Bahnhöfe an bedeutenden Ost-West-Strecken zu verbinden, die in der zweiten Hälfte des 19. Jahrhunderts durch die Konkurrenz der großen privaten Eisenbahngesellschaften in Westfalen entstanden waren (von Nord nach Süd):
- Bahnhof Kamen an der Bahnstrecke Dortmund–Hamm der Köln-Mindener Eisenbahn-Gesellschaft aus dem Jahr 1847
- Bahnhof Königsborn an der Bahnstrecke Welver–Sterkrade der Königlich-Westfälischen Eisenbahn-Gesellschaft aus dem Jahr 1876
- Bahnhof Unna an der Bahnstrecke Dortmund–Soest der Bergisch-Märkischen Eisenbahn-Gesellschaft aus dem Jahr 1855

Der Abschnitt von Unna nach Königsborn wurde gemeinsam von der Königlichen Eisenbahndirection Elberfeld und der Königlichen Eisenbahndirection Essen erbaut und am 1. April 1900 zunächst nur für den Güterverkehr eröffnet. Er schloss an die bereits 1899 eröffnete Bahnstrecke Fröndenberg–Unna an.
Für den Abschnitt zwischen Königsborn und Kamen war allein die Direktion Essen federführend. Ein gutes halbes Jahr später war die Strecke vollendet und ab dem 1. November 1900 für den Güterverkehr freigegeben.
Es dauerte noch fast ein Jahr, bis am 1. Oktober 1901 der Personenverkehr zwischen Unna und Kamen aufgenommen wurde.

### Teilweise Stilllegung
Bereits Anfang 1926 wurde der Personenverkehr wieder eingestellt, nachdem 1909 mit der Kleinbahn Unna–Kamen–Werne eine Überlandstraßenbahn von Unna über Kamen nach Werne eröffnet worden war.
Am 3. Juni 1955 wurde dann auch der Güterverkehr zwischen Königsborn und Kamen eingestellt, die Strecke damit komplett stillgelegt und in der Folgezeit teilweise zurückgebaut.
Das verbliebene Anschlussgleis zwischen dem Bahnhof Kamen und dem Gewerbegebiet Henry-Everling-Straße wurde zuletzt von der Firma Kettler als Gleisanschluss genutzt, ist heute jedoch ohne Funktion. Derzeit wird geplant, die dort noch vorhandenen Gleise abzutragen und die Trasse in einen Zubringer zum Radschnellweg Ruhr (RS1) umzuwandeln.
Vom Abschnitt Kamen–Königsborn sind nur noch Reste vorhanden. Zwischen Kamen und der Bundesautobahn 1 sind der Bahndamm, eine Brücke und Gleise vorhanden, danach verläuft über die Trasse bis zum Industriegebiet (Unna-)Nord ein Radweg (Klöcknerbahnweg/Max-von-der-Grün-Weg). Ein Teilstück zwischen Industriegebiet (Unna-)Nord und Königsborn ist als Anschlussgleis erhalten und wird von verschiedenen Logistikdienstleistern genutzt. Auf Luftbildern lässt sich der ehemalige Streckenverlauf somit insgesamt noch recht gut nachvollziehen.

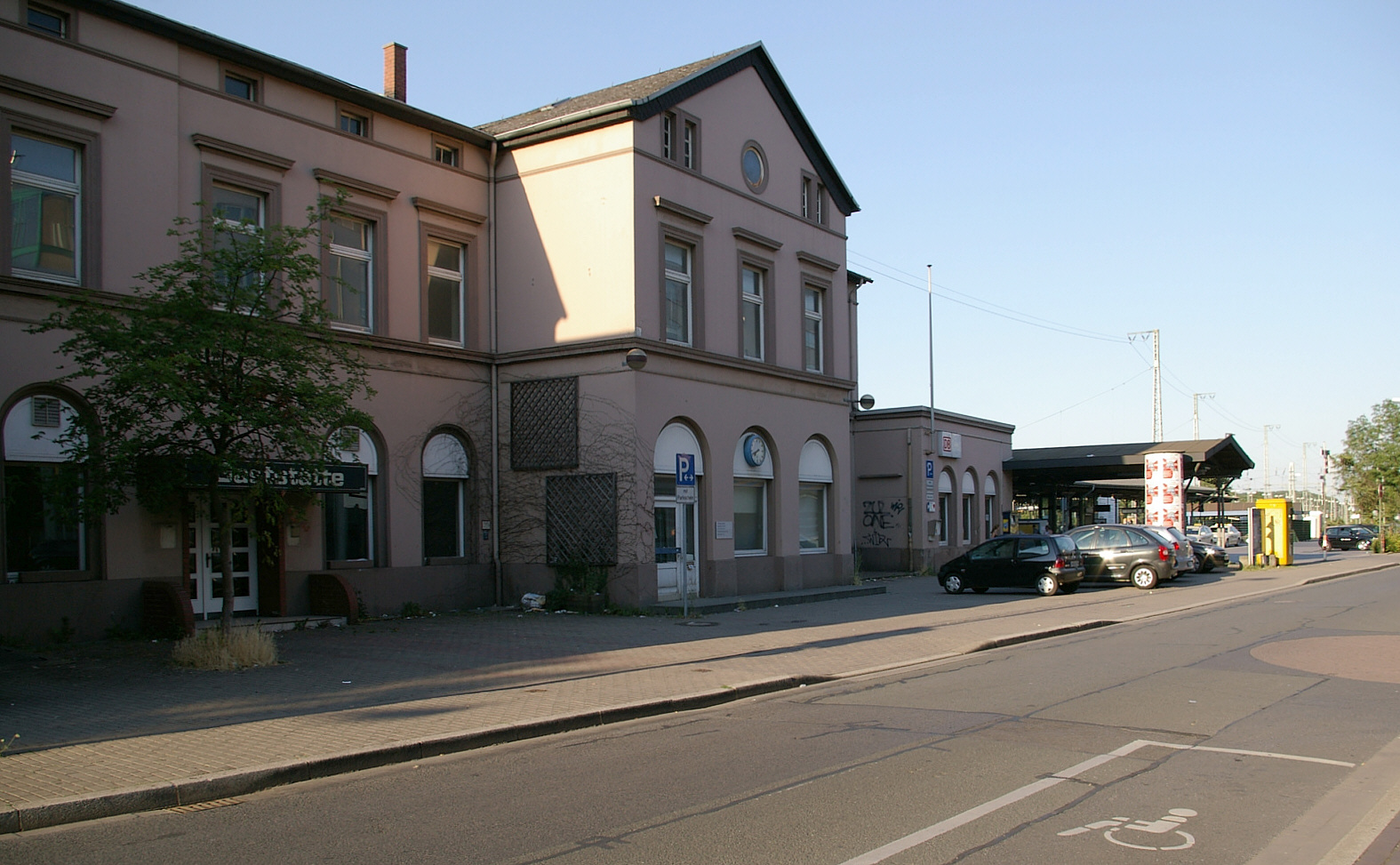
Bahnhof Unna vor dem Umbau 2007/2008
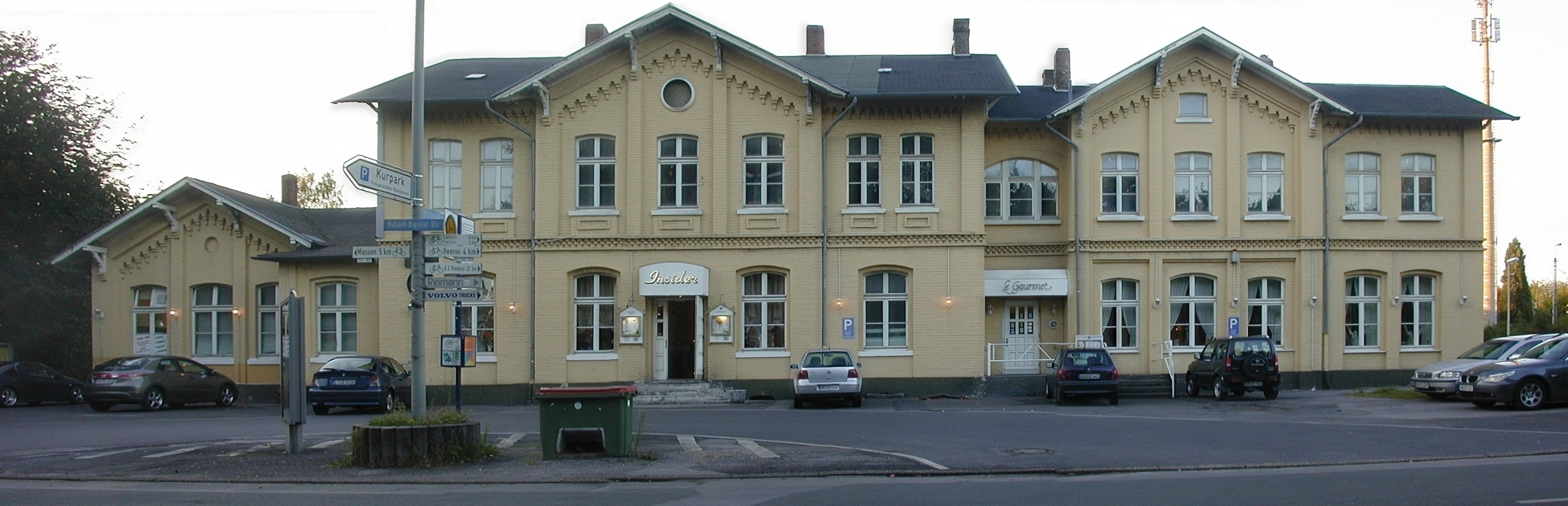
Bahnhof Unna-Königsborn
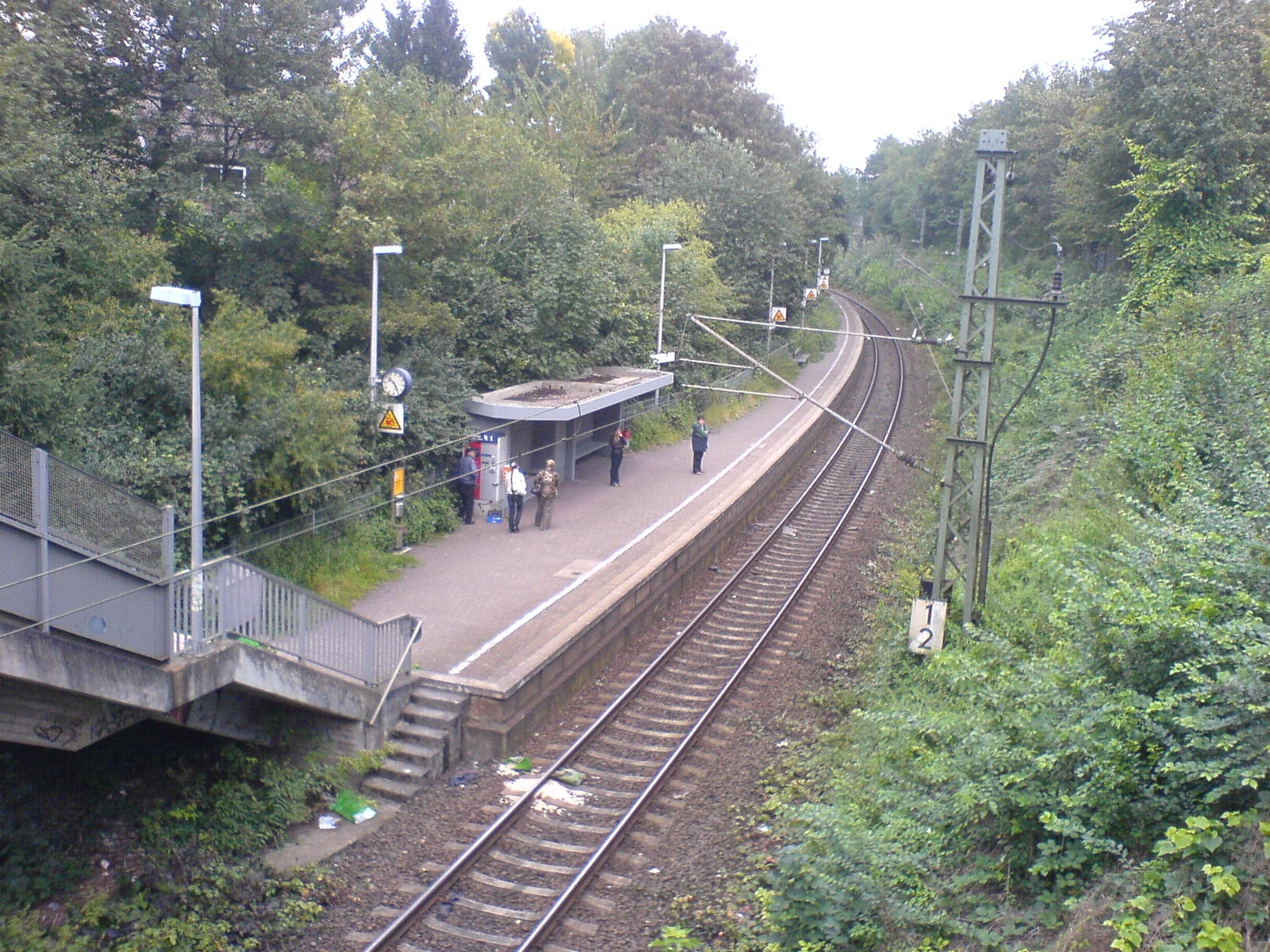
Haltepunkt Unna West
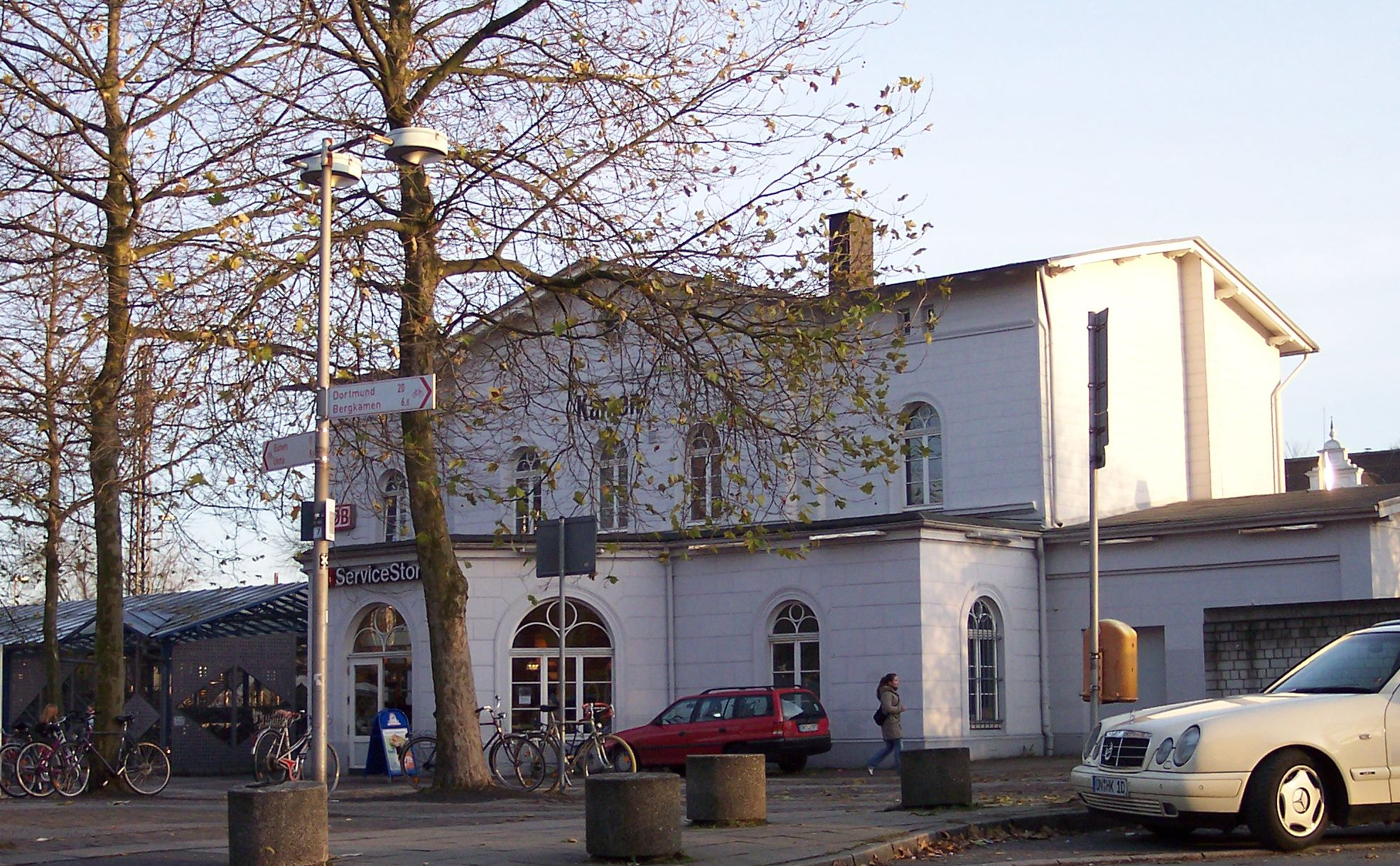
Bahnhof Kamen
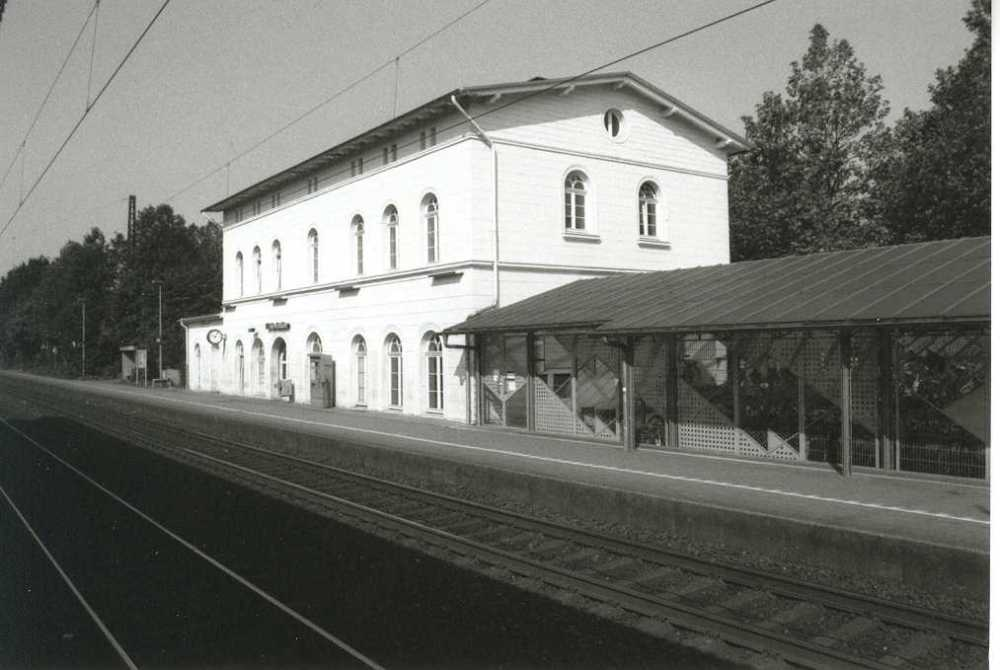
Bahnhof Kamen (Bahnsteigseite)

### S-Bahn-Ausbau
Da die westfälische Strecke zwischen Welver und Unna-Königsborn Ende der 1960er Jahre stillgelegt werden sollte, wurde der Personenverkehr auf dem Teilstück zwischen Unna und Unna-Königsborn am 26. Mai 1963 wieder aufgenommen und als Kursbuchstrecke 232c (ab dem Folgejahr 232b) nach Dortmund Stadthaus durchgebunden.
1972 wurde eine getaktete Nahverkehrslinie von Unna über Unna-Königsborn, Dortmund Stadthaus und Dortmund-Dorstfeld nach Dortmund-Marten Süd eingeführt, die 1983 nach Dortmund-Lütgendortmund verlängert wurde. Sie war direkter Vorläufer der S-Bahnlinie S 4 der S-Bahn Rhein-Ruhr. Die verbliebene Strecke von Unna nach Unna-Königsborn wurde für den S-Bahnverkehr ertüchtigt. Es folgte bis zum 25. Mai 1984 die Elektrifizierung und zum 28. Juni 1984 die Heraufstufung zur Hauptbahn mit einer Höchstgeschwindigkeit von 80 km/h.
Mangels Weichenverbindungen ist im Bahnhof Unna kein zur Bahnstrecke Fröndenberg–Unna durchgehender Verkehr ohne mehrmaliges Wenden möglich.

## Verkehr und Fahrzeugeinsatz
Der Betrieb der S-Bahn Linie S 4 wurde gemeinsam von VRR und NWL für 15 Jahre ausgeschrieben. Infolgedessen sollte die eurobahn im Dezember 2019 die Betriebsführung übernehmen und dabei auch weiterhin Fahrzeuge der Baureihe 422 einsetzen. Drei Monate vor der Betriebsaufnahme hatte der Verkehrsverbund Rhein-Ruhr den Vertrag mit der eurobahn gekündigt und DB Regio per Notvergabe beauftragt, da die Hälfte der Planstellen für Triebfahrzeugführer nicht besetzt waren.
Mit der Neuvergabe wurde der Fahrplan an das seit 2019 geltende 15/30 Minuten-Taktschema der S-Bahn Rhein-Ruhr angepasst. Der Grundtakt ist dabei der Halbstundentakt, der in der Hauptverkehrszeit zwischen Dortmund und Unna-Königsborn verdichtet wird.